# Bathyraja irrasa
Bathyraja irrasa es una especie de pez de la familia de los Rajidae en el orden de los Rajiformes.

## Morfología
Los machos pueden llegar a alcanzar los 120 cm de longitud total.

## Reproducción
Es ovíparo y las hembras ponen huevos envueltos en una cápsula córnea.

## Hábitat
Es un pez marino demersal de clima polar que vive hasta los 1218 m de profundidad

## Distribución geográfica
Se encuentra en el océano Antártico: alrededor de las islas Kerguelen.

## Observaciones
Es inofensivo para los humanos.